# Serhat Çetin
Serhat Çetin (23 februari 1986), is een Turks basketballer die onder contract staat bij Fenerbahçe Ülker. Voorheen speelde hij voor Tekelspor en Galatasaray Café Crown uit Istanboel en Pınar Karşıyaka uit İzmir. In de zomer van 2007 verhuisde hij naar Fenerbahçe Ülker.

## Statistieken
- In 2004/05 speelde Çetin bij Tekelspor. Hier maakte hij 110 punten in 23 wedstrijden.
- In 2005/06 speelde Çetin bij Galatasaray Café Crown. Hier maakte hij 50 punten in 24 wedstrijden.
- In 2006/07 speelde Çetin bij Pınar Karşıyaka. Hier maakte hij 305 punten in 30 wedstrijden.